# Casten Stockman
Casten Stockman var en svensk kyrkomålare verksam i mitten av 1700-talet.
Stockman var bosatt i Karlskrona tyska församling och avlade bured som borgare i Karlskrona 1755. Om Stockmans liv finns få bevarade källor men man vet att han var gift och far till tre barn samt tillhörde Karlskrona målarämbete. Han slutförde 1745 med ett arvode om 100 daler silvermynt de dekorativa målningar som Hans Brachwagen påbörjat i Frödinge timmerkyrka men ej fullbordat.   